# Harry Potter (Filmreihe)

Logo

Die Harry-Potter-Filmreihe besteht aus den Verfilmungen der Harry-Potter-Romane der britischen Autorin Joanne K. Rowling durch Warner Bros. Gemeinsam bilden sie eine achtteilige Filmreihe, beginnend mit Harry Potter und der Stein der Weisen von 2001 und endend mit Harry Potter und die Heiligtümer des Todes – Teil 2 von 2011. Die Film- und Literaturreihe gilt weltweit als eine der erfolgreichsten. Sie erzählen die Geschichte des jungen Zauberers Harry Potter, seiner Ausbildung an der Zauberschule für Hexerei und Zauberei Hogwarts und seines Kampfes gegen den dunklen Zauberer Lord Voldemort. Den Titelhelden spielt Daniel Radcliffe, in weiteren Hauptrollen sind Rupert Grint und Emma Watson als Harrys beste Freunde Ron Weasley und Hermine Granger zu sehen. Regie führten Chris Columbus, Alfonso Cuarón, Mike Newell und David Yates. Produzent aller Teile war David Heyman; bei den ersten beiden und dem vierten Film übte er diese Funktion alleine aus, später teilte er sich die Aufgabe mit anderen. Steven Kloves schrieb die Drehbücher, mit Ausnahme desjenigen zum fünften Film, das aus der Feder von Michael Goldenberg stammt. Rowling übte einen starken Einfluss auf die Verfilmung ihrer Romane aus.
Die einzelnen Filme wurden von der Presse unterschiedlich beurteilt. Sie waren für insgesamt zwölf Oscars nominiert und haben eine Reihe bedeutender Filmpreise gewonnen. Mit einem weltweiten Gesamt-Einspielergebnis von über 7,7 Milliarden US$ sind die Harry-Potter-Filme nach dem „Marvel Cinematic Universe“ und den Star-Wars-Filmen die dritterfolgreichste Filmreihe (Stand: Mai 2018).

## Überblick
Jeder von J. K. Rowlings sieben Harry-Potter-Romanen wurde in einen gleichnamigen Film umgesetzt; lediglich der Inhalt des letzten Romans wurde in zwei Filme aufgeteilt. So entstanden insgesamt acht Filme aus dem Harry-Potter-Stoff:
| Nr. | Titel                                              | Originaltitel                                | Dauer | Regie          | Drehbuch           | Produzent    | Jahr |
| --- | -------------------------------------------------- | -------------------------------------------- | ----- | -------------- | ------------------ | ------------ | ---- |
| 1   | Harry Potter und der Stein der Weisen              | Harry Potter and the Philosopher’s Stone (a) | 152'  | Chris Columbus | Steve Kloves       | David Heyman | 2001 |
| 2   | Harry Potter und die Kammer des Schreckens         | Harry Potter and the Chamber of Secrets      | 152'  | Chris Columbus | Steve Kloves       | David Heyman | 2002 |
| 3   | Harry Potter und der Gefangene von Askaban         | Harry Potter and the Prisoner of Azkaban     | 141'  | Alfonso Cuarón | Steve Kloves       | David Heyman | 2004 |
| 4   | Harry Potter und der Feuerkelch                    | Harry Potter and the Goblet of Fire          | 157'  | Mike Newell    | Steve Kloves       | David Heyman | 2005 |
| 5   | Harry Potter und der Orden des Phönix              | Harry Potter and the Order of the Phoenix    | 138'  | David Yates    | Michael Goldenberg | David Heyman | 2007 |
| 6   | Harry Potter und der Halbblutprinz                 | Harry Potter and the Half-Blood Prince       | 153'  | David Yates    | Steve Kloves       | David Heyman | 2009 |
| 7   | Harry Potter und die Heiligtümer des Todes: Teil 1 | Harry Potter and the Deathly Hallows: Part 1 | 145'  | David Yates    | Steve Kloves       | David Heyman | 2010 |
| 8   | Harry Potter und die Heiligtümer des Todes: Teil 2 | Harry Potter and the Deathly Hallows: Part 2 | 130'  | David Yates    | Steve Kloves       | David Heyman | 2011 |

## Handlung

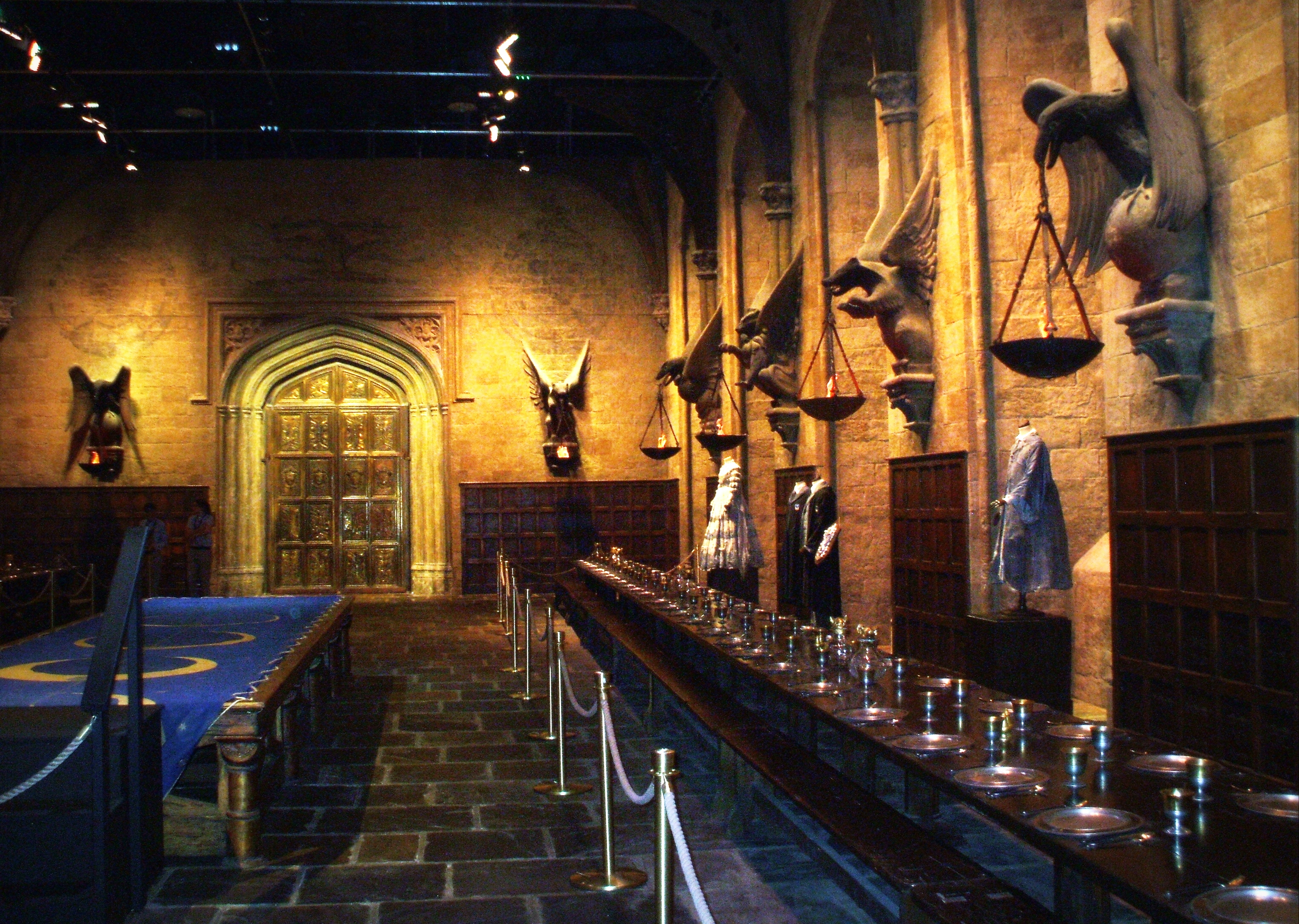
Die „große Halle“, Hogwarts-Filmkulisse

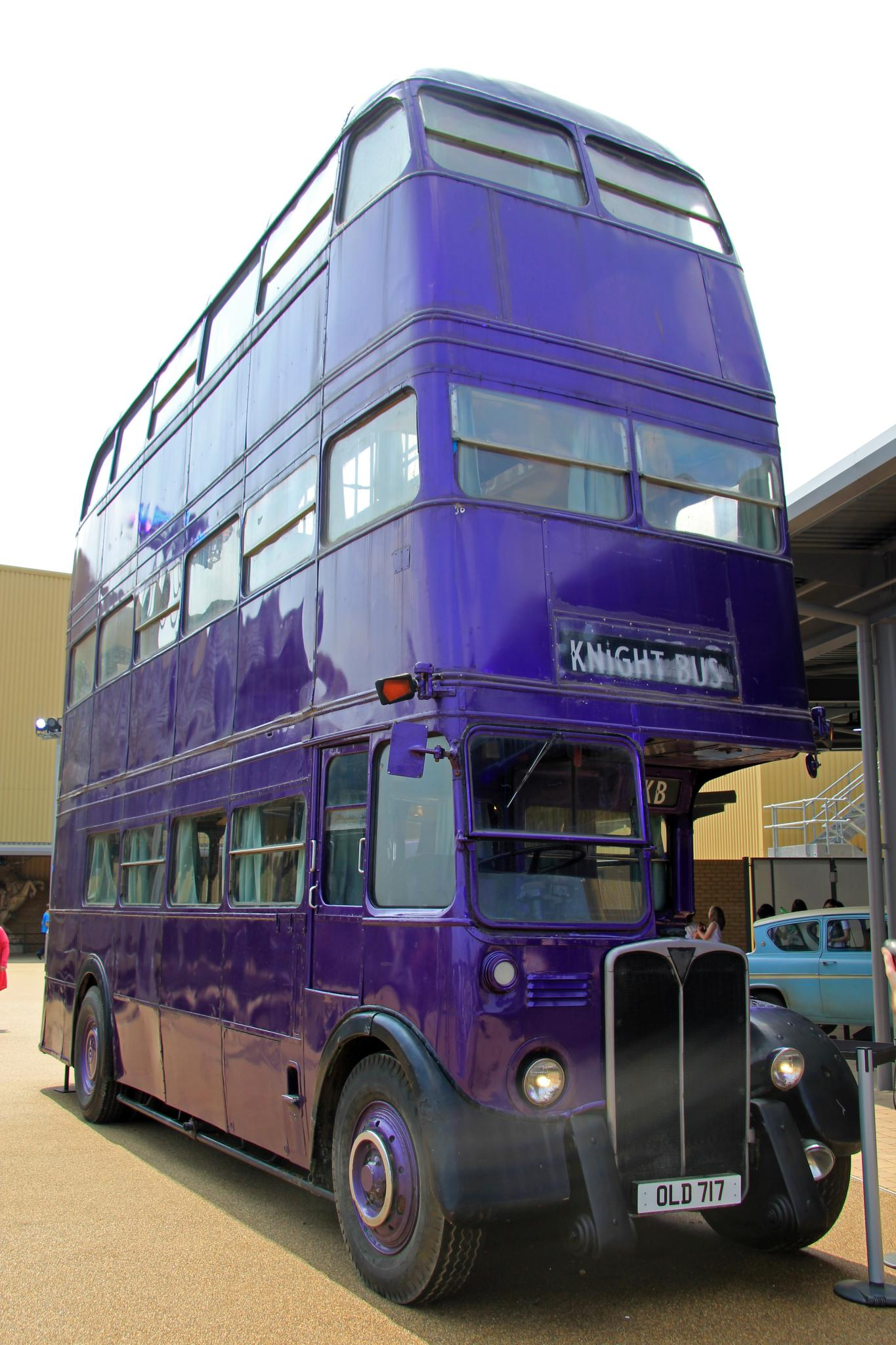
Fahrender Ritter, in den Harry-Potter-Filmen verwendeter Triple-Decker-Bus

### Harry Potter und der Stein der Weisen
Der Waisenjunge Harry Potter wächst bei der unfreundlichen Familie seiner Tante auf. An Harrys elftem Geburtstag erfährt er vom Halbriesen Rubeus Hagrid, dass er ein Zauberer ist und seine Eltern von einem bösen Magier namens Lord Voldemort getötet wurden. Beim Versuch, auch den damals einjährigen Harry zu töten, prallte Voldemorts Todeszauber auf wundersame Weise von Harry ab, traf Voldemort und versetzte ihn in einen schwachen und hilflosen Zustand. Dieser Vorfall machte Harry in der Welt der Zauberer sehr bekannt, da er die einzige Person ist, die den Todesfluch je überlebte. Harry tritt seine Ausbildung als Schüler an der Zaubereischule Hogwarts an. Er befreundet sich mit seinen Klassenkameraden Ron Weasley und Hermine Granger. Gemeinsam verhindern sie, dass Voldemort den Stein der Weisen erlangt und so zu neuer Kraft erstarkt.

### Harry Potter und die Kammer des Schreckens
Harry, Ron und Hermine kehren für ihr zweites Schuljahr nach Hogwarts zurück. Dort wurde die Kammer des Schreckens geöffnet, in der ein Unwesen haust, das verschiedene Schüler versteinert. Harry muss sich gegen Vorwürfe wehren, er sei der Erbe Salazar Slytherins, der als einer der vier Schulgründer die Kammer angelegt haben soll. Mit der Hilfe von Ron und Hermine findet Harry die Kammer und tötet das Unwesen, den Basilisken, mit dem Schwert von Gryffindor. Außerdem zerstört er ein Tagebuch, in dem ein Teil von Voldemort konserviert war und mit dessen Hilfe Voldemort andere beeinflusst hatte.

### Harry Potter und der Gefangene von Askaban
Kurz vor Schulbeginn trifft Harry durch einen Zufall auf den Fahrenden Ritter, der ihn in die Winkelgasse bringt. Dabei erfährt Harry, dass der angebliche Mörder Sirius Black, der Harrys Eltern an Voldemort verraten haben soll, aus dem Zauberergefängnis Askaban ausgebrochen ist, angeblich um Harry zu töten. Das Zaubereiministerium schickt Dementoren nach Hogwarts, weil dort Blacks Erscheinen zu Harrys drittem Schuljahr erwartet wird. Von seinem neuen Lehrer Remus Lupin lernt Harry, sich gegen die gefährlichen Dementoren zu verteidigen. Harry findet heraus, dass Black sein Pate ist, Harrys Eltern stets treu war und diese tatsächlich von Peter Pettigrew verraten wurden. Pettigrew war bisher bekannt als Rons Ratte Krätze. Black war ausgebrochen, um sich an Pettigrew zu rächen. Harry und Hermine verhelfen Black zur Flucht vor dem Zaubereiministerium.

### Harry Potter und der Feuerkelch
In Harrys viertem Schuljahr findet in Hogwarts das Trimagische Turnier statt, ein legendärer Wettkampf zwischen drei Zauberei-Schulen. Der magische Feuerkelch wählt pro Schule je einen Champion, der seine Schule im Wettkampf vertritt: Fleur Delacour, Viktor Krum und Cedric Diggory. Zum allgemeinen Erstaunen bestimmt der Feuerkelch diesmal mit Harry einen vierten Schüler zur Teilnahme am Turnier. Dank der Unterstützung von Freunden und Lehrern gewinnt Harry den Wettkampf gemeinsam mit Diggory. Der Turnierpokal ist jedoch eine Falle, der die beiden Schüler auf einen Friedhof befördert. Dort erwarten sie Peter Pettigrew und Voldemort in Gestalt eines widerlichen Babys, das Pettigrew auf seinen Armen trägt. Auf Geheiß seines Meisters tötet Wurmschwanz Cedric Diggory. Ein magisches Wiedergeburtsritual verhilft Voldemort zu seiner alten Gestalt. Der schwarze Magier versammelt seine treuesten Helfer, die sogenannten Todesser, um sich und versucht, Harry zu töten. Harry kann jedoch fliehen. Der Todesser Barty Crouch jr. wird entlarvt, der Harry in Gestalt des Lehrers Alastor Moody zur Teilnahme und zum Sieg verholfen hat, um Harry in die Gewalt Voldemorts zu bringen.

### Harry Potter und der Orden des Phönix
Vor Beginn seines fünften Schuljahres wird Harry von Dementoren attackiert und gelangt danach zu seinem Paten Sirius Black. In dessen Haus trifft sich auch der Phönixorden, eine geheime Organisation, die Voldemort bekämpft. Das Zaubereiministerium bestreitet die Rückkehr des dunklen Lords und versucht, Harry (als Zeugen des Geschehens) unglaubwürdig zu machen. Gleichermaßen diskreditiert es Harrys stärksten Fürsprecher, den Hogwarts-Schulleiter Albus Dumbledore. Das Ministerium entsendet Dolores Umbridge als neue Lehrerin an die Schule. Sie bringt Hogwarts nach und nach gegen den Widerstand der meisten Schüler und Lehrer, aber mit der Unterstützung des Ministeriums unter ihre Kontrolle, bis sie mit einer Beleidigung Zentauren provoziert und von ihnen verschleppt wird. Harry und einige seiner Mitschüler verhindern mit der Unterstützung des Phönixordens, dass Todesser eine Prophezeiung über das Schicksal von Harry und Voldemort aus dem Zaubereiministerium stehlen können. Harrys Pate Sirius wird bei dem Kampf um die Prophezeiung getötet. Des Weiteren wird Voldemort vom Zaubereiminister Cornelius Fudge und anderen Zeugen gesehen, wodurch die Rückkehr von Lord Voldemort nicht mehr bestritten werden kann.

### Harry Potter und der Halbblutprinz
Während Harrys sechstem Schuljahr an Hogwarts mehren sich die Gewalttaten Lord Voldemorts und seiner Todesser sowohl gegen Zauberer als auch gegen Muggel. Dumbledore überzeugt seinen alten Freund Horace Slughorn, als Lehrer nach Hogwarts zurückzukehren. Im Stillen erhofft sich Dumbledore, von Slughorn das Geheimnis von Voldemorts Überleben zu erfahren. Harry und Dumbledore finden heraus, dass Voldemort sieben Horkruxe angefertigt hat. Dies sind Objekte, die Teile der Seele Voldemorts konservieren und ihm bis zu ihrer Zerstörung Unsterblichkeit sichern. Zwei dieser Objekte sind bereits zerstört, Harry und Dumbledore machen sich auf die Suche nach weiteren. Derweil verschafft Draco Malfoy mehreren Todessern Zugang zu Hogwarts, die Dumbledore stellen. Da Malfoy an Voldemorts Auftrag, Dumbledore zu töten, scheitert, führt Severus Snape diese Aufgabe zu Ende und tötet Dumbledore.

### Harry Potter und die Heiligtümer des Todes: Teil 1
Voldemort stürzt das Zaubereiministerium und ergreift die Macht. Wegen ihrer Jagd nach den verbliebenen vier Horkruxen Voldemorts und dessen Schreckensherrschaft können Harry, Ron und Hermine nicht für ihr letztes Schuljahr nach Hogwarts zurückkehren und tauchen deswegen unter. Den dritten Horkrux können sie ausfindig machen und zerstören. Außerdem erfahren sie von den Heiligtümern des Todes: einem Tarnumhang, dem Stein der Auferstehung, mit dem Tote in die Welt der Lebenden zurückgebracht werden können, und einem unbesiegbaren Zauberstab, dem sogenannten Elderstab. Das Trio gerät in Gefangenschaft auf Malfoy Manor, kann aber fliehen. Voldemort entwendet aus Dumbledores Grab den Elderstab.

### Harry Potter und die Heiligtümer des Todes: Teil 2
Mit Hilfe des Kobolds Griphook stehlen Harry, Ron und Hermine den vierten Horkrux aus der Zaubererbank Gringotts, den sie später zerstören. Um den fünften zu finden, kehren sie nach Hogwarts zurück. Die Mehrheit der Lehrer und Schüler schlägt sich auf Harrys Seite und verteidigt Hogwarts gegen die angreifenden Todesser. Harry findet den fünften Horkrux, den er mit einem Basiliskenzahn zerstört. Außerdem erfährt er, dass er selbst ein Horkrux ist, da Voldemort unwissentlich ein Seelenbruchstück auf ihn übertragen hat, als er versuchte den einjährigen Harry zu töten. Er muss sich von Voldemort töten lassen, um ihn wieder sterblich zu machen. Er ergibt sich in dieses Schicksal, überlebt den tödlichen Angriff jedoch erneut, da nur Voldemorts Seelenstück in ihm vernichtet wird. Im anschließenden Kampf zerstört Neville, indem er die Schlange Nagini tötet, den letzten Horkrux. Danach besiegt Harry Voldemort in einem Duell.
Ein Blick in die Zukunft zeigt, wie Harry, Ron und Hermine 19 Jahre nach dem Geschehen ihre jeweiligen Kinder zum Zug nach Hogwarts bringen.

## Produktion

### Entstehung

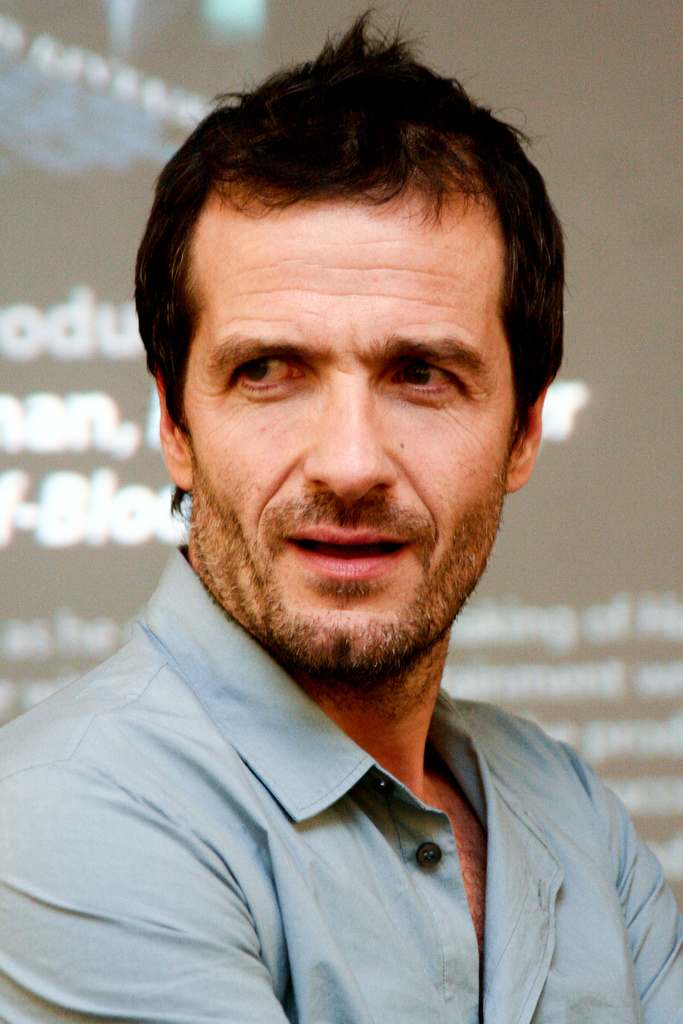
David Heyman

Ende 1997 erhielt David Heymans Produktionsfirma eine Ausgabe von Rowlings Romandebüt Harry Potter und der Stein der Weisen. Heyman, der zu dieser Zeit ein Kinderbuch zur Umarbeitung in einen Familienfilm suchte, priorisierte es niedrig, denn er hielt den Titel für „rubbish“ (deutsch: „Müll“). Erst auf Empfehlung einer Mitarbeiterin, die das Buch als Freizeitlektüre mit nach Hause genommen hatte, las er es. Beeindruckt schlug er der Autorin und Warner Bros. die Verfilmung vor. Rowling stimmte dem Projekt erst zu, als Warner bereit war, ihr erhebliche Mitspracherechte bei der Umsetzung des Films, der Merchandisingprodukte und eventueller Nachfolger zuzusichern. Insbesondere stellte sie sicher, dass alle Fortsetzungen auf ihren Romanen basieren müssen. Darüber hinaus bestand sie darauf, dass alle Schauspieler britisch sind und dass in den Filmen britisches Englisch gesprochen wird.
In enger Zusammenarbeit mit Rowling arbeitete Steven Kloves die Romanvorlage in ein Drehbuch um. Er blieb nahe am Original und hielt immer wieder Rücksprache mit Rowling, um Widersprüche zu späteren, noch unveröffentlichten Teilen der Harry-Potter-Reihe zu vermeiden.
Als Regisseur war zunächst Steven Spielberg geplant, der jedoch Anfang des Jahres 2000 absagte. Danach begannen Gespräche mit einer Reihe von anderen bekannten Hollywood-Regisseuren, von denen letztlich Chris Columbus Ende März 2000 ausgewählt wurde. Laut Heyman war es vor allem Columbus’ Wunsch, Rowlings Werk so treu wie möglich zu bleiben, der letztlich den Ausschlag zu seinen Gunsten gab.

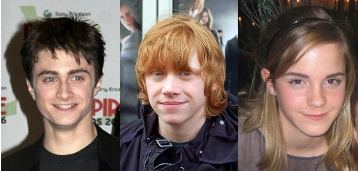
Die drei Hauptdarsteller, Daniel Radcliffe (Harry Potter), Rupert Grint (Ron Weasley) und Emma Watson (Hermine Granger)

Um die vielen Kinderrollen, vor allem aber die Hauptrollen von Harry Potter, Ron Weasley und Hermine Granger zu besetzen, wurde ein monatelanges, öffentlich beworbenes Casting durchgeführt. Alleine für die Titelfigur gab es über 40.000 Bewerbungen. Im August 2000 gab Warner Bros. schließlich bekannt, dass die Wahl auf den bis dahin im Filmgeschäft weitgehend unbekannten Daniel Radcliffe gefallen war; die Genre-Neulinge Emma Watson und Rupert Grint waren für die Rollen von Hermine bzw. Ron ausgesucht worden. Auch die anderen Kinderrollen wurden fast ausnahmslos mit unerfahrenen Jungdarstellern besetzt, die bislang allenfalls in Schultheaterproduktionen mitgewirkt hatten. Dagegen ist das erwachsene Ensemble eine Zusammenstellung erfolgreicher und namhafter britischer Schauspieler, viele von ihnen Mitglieder der Royal Shakespeare Company. Ein Großteil wurde entsprechend einer Wunschliste Rowlings besetzt.
Bis zur Veröffentlichung des ersten Films im November 2001 waren bereits vier der sieben Harry-Potter-Romane erschienen, die alle Verkaufsrekorde erzielt hatten. Weltweit hatte sich ein Fankult um den jungen Zauberschüler entwickelt, der zu einem entsprechend hohen Interesse an der Verfilmung des Stoffes führte. Die Produktion hatte unter aufmerksamer Beobachtung internationaler Medien gestanden, die Dreharbeiten an öffentlichen Plätzen mussten ab dem ersten Tag gegen Fans abgeschirmt werden. Damit war absehbar, dass die Leinwandversion ähnlich wie die Bücher ein finanzieller Erfolg werden würde, dementsprechend früh wurde für den zweiten Kinofilm geplant. Die Dreharbeiten begannen am 19. November 2001, nur drei Tage nach dem Kinostart des ersten Teils. Steven Kloves war zu dieser Zeit sogar schon mit der Umarbeitung des dritten Romans in ein Drehbuch beschäftigt.

### Überblick Stab
| Nr. | Titel: Harry Potter und …           | Regie          | Drehbuch           | Produktion                                   | Musik             | Kamera          | Schnitt               |
| --- | ----------------------------------- | -------------- | ------------------ | -------------------------------------------- | ----------------- | --------------- | --------------------- |
| 1   | … der Stein der Weisen              | Chris Columbus | Steven Kloves      | David Heyman                                 | John Williams     | John Seale      | Richard Francis-Bruce |
| 2   | … die Kammer des Schreckens         | Chris Columbus | Steven Kloves      | David Heyman                                 | John Williams     | Roger Pratt     | Peter Honess          |
| 3   | … der Gefangene von Askaban         | Alfonso Cuarón | Steven Kloves      | David Heyman, Chris Columbus, Mark Radcliffe | John Williams     | Michael Seresin | Steven Weisberg       |
| 4   | … der Feuerkelch                    | Mike Newell    | Steven Kloves      | David Heyman                                 | Patrick Doyle     | Roger Pratt     | Mick Audsley          |
| 5   | … der Orden des Phönix              | David Yates    | Michael Goldenberg | David Heyman, Tim Lewis                      | Nicholas Hooper   | Sławomir Idziak | Mark Day              |
| 6   | … der Halbblutprinz                 | David Yates    | Steven Kloves      | David Heyman, David Barron                   | Nicholas Hooper   | Bruno Delbonnel | Mark Day              |
| 7   | … die Heiligtümer des Todes: Teil 1 | David Yates    | Steven Kloves      | David Heyman, David Barron, J.K. Rowling     | Alexandre Desplat | Eduardo Serra   | Mark Day              |
| 8   | … die Heiligtümer des Todes: Teil 2 | David Yates    | Steven Kloves      | David Heyman, David Barron, J.K. Rowling     | Alexandre Desplat | Eduardo Serra   | Mark Day              |

Die Filmmusik enthält fast keinen Gesang. Im dritten Teil singen Hogwarts’ Schüler zu Beginn ein kurzes Lied. Bruce Springsteen hatte nach eigenen Angaben den Song I’ll Stand by You Always eingereicht, der jedoch nicht verwendet wurde.

### Regisseure
Nach den Dreharbeiten zu Harry Potter und der Stein der Weisen wurde Chris Columbus auch für den zweiten Film, Harry Potter und die Kammer des Schreckens, verpflichtet. Er hätte die Reihe mit dem dritten Film fortsetzen sollen, sagte jedoch für die Regie ab, weil er sich ausgebrannt fühlte und mehr Zeit mit seiner Familie verbringen wollte. Stattdessen übernahm er für den dritten Film die Funktion eines Produzenten neben Heyman und Mark Radcliffe; Regisseur von Harry Potter und der Gefangene von Askaban wurde Alfonso Cuarón.
Der Rückzug des „Familienregisseurs“ Columbus aus dieser Funktion ging einher mit der „zunehmend dunkle[n] Stimmung des Buches“ und „Harrys immer finsterer werdende[m] Leben.“ Während die beiden Columbus-Filme als einander sehr ähnlich gelten, wird die Fortsetzung unter der Regie von Cuarón als grundlegende Neuerung verstanden. Auch Mike Newell, Regisseur des vierten Films, setzte mit seiner Verfilmung seine eigene Lesart der Romanvorlage um. Seine Adaption von Harry Potter und der Feuerkelch setzt die Entwicklung vom Kinder- zum Jugendstoff fort. So antwortete Newell auf eine Interviewfrage, ob der vierte Teil überhaupt noch ein Film für Kinder sei, klar: „Nein, es ist ein Film für junge Leute.“ Im gleichen Interview gab Newell an, der wiederholte Wechsel des Regisseurs sei eine „Entscheidung der Produzenten“, die nach seiner Ansicht für eine „angenehme Abwechslung“ sorge. Dazu komme, dass die etwa zweijährige Arbeitsbelastung pro Film es „schier unmöglich [macht], zwei aufeinander folgende Verfilmungen zu übernehmen“. Obwohl man auch Newell den Regieposten für einen weiteren Film angeboten hatte, lehnte er ab. Sein Nachfolger wurde David Yates, der Regie bei allen restlichen vier Filmen führte.
In einem Interview lobte David Heyman die Zusammenarbeit der Regisseure mit ihren jeweiligen Nachfolgern. Trotz eines aus Heymans Sicht natürlichen Konkurrenzverhältnisses hätten sie einander in erstaunlich großzügiger Weise zugearbeitet und Ratschläge weitergegeben.

### Drehbücher
Steven Kloves schrieb alle Drehbücher mit Ausnahme des fünften, Harry Potter und der Orden des Phönix. Für diesen Teil lehnte er die Aufgabe ab, weil er mit einem anderen Projekt ausgelastet war – er schrieb das Drehbuch und führte Regie bei der Verfilmung des Romans Supergute Tage oder Die sonderbare Welt des Christopher Boone. Das Drehbuch zum Orden des Phönix schrieb Michael Goldenberg, der schon beim ersten Film in der Auswahl der Drehbuchautoren gestanden hatte. Die Arbeitsproben, die er damals vorgelegt hatte, sagten den Produzenten zwar zu, letztlich gaben sie aber Kloves den Vorrang.
Bei der Entwicklung der Drehbücher hielt Kloves engen Kontakt mit Rowling. So konnte er sicherstellen, dass kleinere Details bei der Umsetzung von Text in Film stimmig blieben, und gleichzeitig vermeiden, dass sich der Film in Widerspruch zu späteren, noch unveröffentlichten Teilen der Harry-Potter-Reihe setzte. Soweit Kloves eigene Dialoge ergänzte, versuchte er, den Roman zu interpolieren, und Rowling genehmigte die Teile, die sie für passend hielt. Kloves fühlte sich von Anfang an durch Rowling gut unterstützt. In einem Interview drückte er aus, dass sie ihm für Rückfragen stets zur Verfügung gestanden und ihm gleichzeitig enormen Freiraum bei der Adaption ihrer Werke gelassen habe. Rowling beschrieb die Beziehung zu Kloves als sehr intensiv. Abgesehen von ihr selbst sei niemand sonst so tief in die Potter-Welt eingetaucht wie Kloves.

### Schauspieler und Synchronsprecher
| Charakter | Titel: Harry Potter und …     | Titel: Harry Potter und …          | Titel: Harry Potter und …          | Titel: Harry Potter und … | Titel: Harry Potter und …     | Titel: Harry Potter und …  | Titel: Harry Potter und …                  | Titel: Harry Potter und …                  | Deutscher Synchron- sprecher                         |
| Charakter | … der Stein der Weisen (2001) | … die Kammer des Schreckens (2002) | … der Gefangene von Askaban (2004) | … der Feuerkelch (2005)   | … der Orden des Phönix (2007) | … der Halbblutprinz (2009) | … die Heiligtümer des Todes: Teil 1 (2010) | … die Heiligtümer des Todes: Teil 2 (2011) | Deutscher Synchron- sprecher                         |
| Hauptrollen | Hauptrollen                   | Hauptrollen                        | Hauptrollen                        | Hauptrollen               | Hauptrollen                   | Hauptrollen                | Hauptrollen                                | Hauptrollen                                | Hauptrollen                                          |
| --- | ----------------------------- | ---------------------------------- | ---------------------------------- | ------------------------- | ----------------------------- | -------------------------- | ------------------------------------------ | ------------------------------------------ | ---------------------------------------------------- |
| Harry Potter | Daniel Radcliffe              | Daniel Radcliffe                   | Daniel Radcliffe                   | Daniel Radcliffe          | Daniel Radcliffe              | Daniel Radcliffe           | Daniel Radcliffe                           | Daniel Radcliffe                           | Tim Schwarzmaier Nico Sablik a                       |
| Ron Weasley | Rupert Grint                  | Rupert Grint                       | Rupert Grint                       | Rupert Grint              | Rupert Grint                  | Rupert Grint               | Rupert Grint                               | Rupert Grint                               | Max Felder                                           |
| Hermine Granger | Emma Watson                   | Emma Watson                        | Emma Watson                        | Emma Watson               | Emma Watson                   | Emma Watson                | Emma Watson                                | Emma Watson                                | Gabrielle Pietermann                                 |
| Personal von Hogwarts |                               |                                    |                                    |                           |                               |                            |                                            |                                            |                                                      |
| Albus Dumbledore | Richard Harris                | Richard Harris                     | Michael Gambon                     | Michael Gambon            | Michael Gambon                | Michael Gambon             | Michael Gambon                             | Michael Gambon                             | Klaus Höhne Wolfgang Hess b                          |
| Severus Snape | Alan Rickman                  | Alan Rickman                       | Alan Rickman                       | Alan Rickman              | Alan Rickman                  | Alan Rickman               | Alan Rickman                               | Alan Rickman                               | Erich Hallhuber Bernd Rumpf a                        |
| Rubeus Hagrid | Robbie Coltrane               | Robbie Coltrane                    | Robbie Coltrane                    | Robbie Coltrane           | Robbie Coltrane               | Robbie Coltrane            | Robbie Coltrane                            | Robbie Coltrane                            | Hartmut Neugebauer                                   |
| Minerva McGonagall | Maggie Smith                  | Maggie Smith                       | Maggie Smith                       | Maggie Smith              | Maggie Smith                  | Maggie Smith               |                                            | Maggie Smith                               | Bettina Schön c Edith Schneider d Barbara Adolph e   |
| Filius Flitwick | Warwick Davis                 | Warwick Davis                      | Warwick Davis                      | Warwick Davis             | Warwick Davis                 | Warwick Davis              |                                            | Warwick Davis                              | Mogens von Gadow                                     |
| Argus Filch | David Bradley                 | David Bradley                      | David Bradley                      | David Bradley             | David Bradley                 | David Bradley              |                                            | David Bradley                              | Fred Maire                                           |
| Poppy Pomfrey |                               | Gemma Jones                        |                                    |                           |                               | Gemma Jones                |                                            | Gemma Jones                                | Helga Trümper                                        |
| Pomona Sprout |                               | Miriam Margolyes                   |                                    |                           |                               |                            |                                            | Miriam Margolyes                           | Eva-Maria Bayerwaltes                                |
| Sibyll Trelawney |                               |                                    | Emma Thompson                      |                           | Emma Thompson                 |                            |                                            | Emma Thompson                              | Viktoria Brams                                       |
| Horace Slughorn |                               |                                    |                                    |                           |                               | Jim Broadbent              |                                            | Jim Broadbent                              | Horst Sachtleben                                     |
| Schüler von Hogwarts |                               |                                    |                                    |                           |                               |                            |                                            |                                            |                                                      |
| Neville Longbottom | Matthew Lewis                 | Matthew Lewis                      | Matthew Lewis                      | Matthew Lewis             | Matthew Lewis                 | Matthew Lewis              | Matthew Lewis                              | Matthew Lewis                              | Matthias Kick Fabian Rohm g                          |
| Draco Malfoy | Tom Felton                    | Tom Felton                         | Tom Felton                         | Tom Felton                | Tom Felton                    | Tom Felton                 | Tom Felton                                 | Tom Felton                                 | Moritz Petramer                                      |
| Ginny Weasley | Bonnie Wright                 | Bonnie Wright                      | Bonnie Wright                      | Bonnie Wright             | Bonnie Wright                 | Bonnie Wright              | Bonnie Wright                              | Bonnie Wright                              | Marcia von Rebay                                     |
| Fred Weasley | James Phelps                  | James Phelps                       | James Phelps                       | James Phelps              | James Phelps                  | James Phelps               | James Phelps                               | James Phelps                               | Stefan Günther                                       |
| George Weasley | Oliver Phelps                 | Oliver Phelps                      | Oliver Phelps                      | Oliver Phelps             | Oliver Phelps                 | Oliver Phelps              | Oliver Phelps                              | Oliver Phelps                              | Stefan Günther                                       |
| Seamus Finnigan | Devon Murray                  | Devon Murray                       | Devon Murray                       | Devon Murray              | Devon Murray                  | Devon Murray               | Devon Murray                               | Devon Murray                               | Daniel Haidinger                                     |
| Gregory Goyle | Joshua Herdman                | Joshua Herdman                     | Joshua Herdman                     | Joshua Herdman            | Joshua Herdman                | Joshua Herdman             | Joshua Herdman                             | Joshua Herdman                             | Lukas Borcherding                                    |
| Dean Thomas | Alfred Enoch                  | Alfred Enoch                       | Alfred Enoch                       | Alfred Enoch              | Alfred Enoch                  | Alfred Enoch               |                                            | Alfred Enoch                               | Fabian Rainer                                        |
| Vincent Crabbe | Jamie Waylett f               | Jamie Waylett f                    | Jamie Waylett f                    | Jamie Waylett f           | Jamie Waylett f               | Jamie Waylett f            |                                            |                                            | Moritz Wagner                                        |
| Katie Bell | Emily Dale                    | Emily Dale                         |                                    |                           |                               | Georgina Leonidas          | Georgina Leonidas                          | Georgina Leonidas                          | Maren Rainer e                                       |
| Lee Jordan | Luke Youngblood               | Luke Youngblood                    |                                    |                           | Luke Youngblood               |                            |                                            |                                            | Hannes Maurer                                        |
| Oliver Wood | Sean Biggerstaff              | Sean Biggerstaff                   |                                    |                           |                               |                            |                                            | Sean Biggerstaff                           | Johannes Raspe                                       |
| Padma Patil |                               |                                    | Sharon Sandhu                      | Afshan Azad               | Afshan Azad                   | Afshan Azad                |                                            | Afshan Azad                                | Malika Bayerwaltes                                   |
| Parvati Patil |                               |                                    | Sitara Shah                        | Shefali Chowdhury         | Shefali Chowdhury             | Shefali Chowdhury          |                                            |                                            | Martina Krause                                       |
| Pansy Parkinson |                               |                                    | Genevieve Gaunt                    |                           |                               | Scarlett Byrne             | Scarlett Byrne                             | Scarlett Byrne                             | Martina Krause Annina Braunmiller-Jest e             |
| Lavender Brown |                               |                                    | Jennifer Smith                     |                           |                               | Jessie Cave                |                                            | Jessie Cave                                | Katharina Berthold                                   |
| Cho Chang |                               |                                    |                                    | Katie Leung               | Katie Leung                   | Katie Leung                |                                            | Katie Leung                                | Farina Brock                                         |
| Luna Lovegood |                               |                                    |                                    |                           | Evanna Lynch                  | Evanna Lynch               | Evanna Lynch                               | Evanna Lynch                               | Laura Elßel                                          |
| Cormac McLaggen |                               |                                    |                                    |                           |                               | Freddie Stroma             | Freddie Stroma                             | Freddie Stroma                             | Roman Wolko                                          |
| Mitglieder des Phönixordens |                               |                                    |                                    |                           |                               |                            |                                            |                                            |                                                      |
| Molly Weasley | Julie Walters                 | Julie Walters                      | Julie Walters                      | Julie Walters             | Julie Walters                 | Julie Walters              | Julie Walters                              | Julie Walters                              | Katharina Lopinski                                   |
| Lily Potter | Geraldine Somerville          | Geraldine Somerville               | Geraldine Somerville               | Geraldine Somerville      | Geraldine Somerville          | Geraldine Somerville       | Geraldine Somerville                       | Geraldine Somerville                       | Sonja Reichelt                                       |
| James Potter | Adrian Rawlins                | Adrian Rawlins                     | Adrian Rawlins                     | Adrian Rawlins            | Adrian Rawlins                |                            | Adrian Rawlins                             | Adrian Rawlins                             | Udo Wachtveitl                                       |
| Arthur Weasley |                               | Mark Williams                      | Mark Williams                      | Mark Williams             | Mark Williams                 | Mark Williams              | Mark Williams                              | Mark Williams                              | Leon Rainer                                          |
| Remus Lupin |                               |                                    | David Thewlis                      |                           | David Thewlis                 | David Thewlis              | David Thewlis                              | David Thewlis                              | Frank Röth                                           |
| Sirius Black |                               |                                    | Gary Oldman                        | Gary Oldman               | Gary Oldman                   |                            |                                            | Gary Oldman                                | Pierre Peters-Arnolds                                |
| Alastor „Mad-Eye“ Moody |                               |                                    |                                    | Brendan Gleeson           | Brendan Gleeson               |                            | Brendan Gleeson                            |                                            | Roland Hemmo                                         |
| Nymphadora Tonks |                               |                                    |                                    |                           | Natalia Tena                  | Natalia Tena               | Natalia Tena                               | Natalia Tena                               | Kathrin Gaube                                        |
| Kingsley Shacklebolt |                               |                                    |                                    |                           | George Harris                 |                            | George Harris                              | George Harris                              | Oliver Stritzel                                      |
| Angehörige des Zaubereiministeriums |                               |                                    |                                    |                           |                               |                            |                                            |                                            |                                                      |
| Percy Weasley | Chris Rankin                  | Chris Rankin                       | Chris Rankin                       |                           | Chris Rankin                  |                            |                                            | Chris Rankin                               | Butz Combrinck Daniel Schlauch h                     |
| Cornelius Fudge |                               | Robert Hardy                       | Robert Hardy                       | Robert Hardy              | Robert Hardy                  |                            |                                            |                                            | Norbert Gastell                                      |
| Dolores Umbridge |                               |                                    |                                    |                           | Imelda Staunton               |                            | Imelda Staunton                            |                                            | Christina Hoeltel                                    |
| Todesser |                               |                                    |                                    |                           |                               |                            |                                            |                                            |                                                      |
| Lord Voldemort | Ian Hart i                    |                                    |                                    | Ralph Fiennes             | Ralph Fiennes                 | Ralph Fiennes              | Ralph Fiennes                              | Ralph Fiennes                              | Frank Schaff Udo Schenk g                            |
| Lucius Malfoy |                               | Jason Isaacs                       |                                    | Jason Isaacs              | Jason Isaacs                  | Jason Isaacs               | Jason Isaacs                               | Jason Isaacs                               | Wolfgang Müller                                      |
| Peter Pettigrew |                               |                                    | Timothy Spall                      | Timothy Spall             |                               | Timothy Spall              | Timothy Spall                              | Timothy Spall                              | Gudo Hoegel                                          |
| Bellatrix Lestrange |                               |                                    |                                    |                           | Helena Bonham Carter          | Helena Bonham Carter       | Helena Bonham Carter                       | Helena Bonham Carter                       | Elisabeth Günther                                    |
| Fenrir Greyback |                               |                                    |                                    |                           |                               | Dave Legeno                | Dave Legeno                                | Dave Legeno                                | Ole Pfennig                                          |
| Narzissa Malfoy |                               |                                    |                                    |                           |                               | Helen McCrory              | Helen McCrory                              | Helen McCrory                              | Madeleine Stolze                                     |
| Scabior |                               |                                    |                                    |                           |                               |                            | Nick Moran                                 | Nick Moran                                 | Dirk Meyer                                           |
| Yaxley |                               |                                    |                                    |                           |                               |                            | Peter Mullan                               | Peter Mullan                               | Thomas Rauscher                                      |
| andere Zauberer |                               |                                    |                                    |                           |                               |                            |                                            |                                            |                                                      |
| Mr. Ollivander | John Hurt                     |                                    |                                    |                           |                               |                            | John Hurt                                  | John Hurt                                  | Thomas Fritsch                                       |
| Fleur Delacour |                               |                                    |                                    | Clémence Poésy            |                               |                            | Clémence Poésy                             | Clémence Poésy                             | Tatjana Pokorny                                      |
| Rita Kimmkorn |                               |                                    |                                    | Miranda Richardson        |                               |                            | Miranda Richardson                         |                                            | Dagmar Dempe                                         |
| Olympe Maxime |                               |                                    |                                    | Frances de la Tour        |                               |                            | Frances de la Tour                         |                                            | France Arnaud                                        |
| Geister und magische Wesen |                               |                                    |                                    |                           |                               |                            |                                            |                                            |                                                      |
| Griphook | Verne Troyer                  |                                    |                                    |                           |                               |                            | Warwick Davis                              | Warwick Davis                              | Kai Taschner                                         |
| Sprechender Hut | Leslie Phillips (Stimme)      | Leslie Phillips (Stimme)           |                                    |                           |                               |                            |                                            | Leslie Phillips (Stimme)                   | Ekkehardt Belle                                      |
| Der Fast Kopflose Nick | John Cleese                   | John Cleese                        |                                    |                           |                               |                            |                                            |                                            | Berno von Cramm                                      |
| Die Maulende Myrte |                               | Shirley Henderson                  |                                    | Shirley Henderson         |                               |                            |                                            |                                            | Sabine Bohlmann                                      |
| Dobby |                               | Toby Jones (Stimme)                |                                    |                           |                               |                            | Toby Jones                                 |                                            | Michael Habeck                                       |
| Kreacher |                               |                                    |                                    |                           | Timothy Bateson (Stimme)      |                            | Simon McBurney (Stimme)                    |                                            | Osman Ragheb                                         |
| Nicht-Zauberer (sogenannte „Muggel“) |                               |                                    |                                    |                           |                               |                            |                                            |                                            |                                                      |
| Dudley Dursley | Harry Melling                 | Harry Melling                      | Harry Melling                      |                           | Harry Melling                 |                            | Harry Melling                              |                                            | Karim El Kammouchi j Eliot Eckmann k Fabian Rainer a |
| Petunia Dursley | Fiona Shaw                    | Fiona Shaw                         | Fiona Shaw                         |                           | Fiona Shaw                    |                            | Fiona Shaw                                 |                                            | Marion Hartmann                                      |
| Vernon Dursley | Richard Griffiths             | Richard Griffiths                  | Richard Griffiths                  |                           | Richard Griffiths             |                            | Richard Griffiths                          |                                            | Harald Dietl                                         |
| Mr. Granger |                               | Tom Knight                         |                                    |                           |                               |                            | Ian Kelly                                  |                                            |                                                      |
| Mrs. Granger |                               | Heather Bleasdale                  |                                    |                           |                               |                            | Michelle Fairley                           |                                            |                                                      |
| Legende - Grau untermalte Felder bedeuten, dass die Figur nicht im Film auftritt. - Darsteller von Figuren, die beispielsweise in Rückblenden jung gezeigt werden, werden nicht berücksichtigt. |                               |                                    |                                    |                           |                               |                            |                                            |                                            |                                                      |

### Drehorte
Die Drehorte der Filmreihe befinden sich ausnahmslos in Großbritannien. Die Studioaufnahmen stammen aus den Leavesden Film Studios im südenglischen Watford; die weiteren Drehorte liegen vor allem in der Nähe dieser Studios, in der britischen Hauptstadt London, deren Umgebung und in Schottland.
Gefilmt wurde an einigen Schauplätzen mehrfach, z. B.:
- Fiktives Gleis 9 3⁄4: Bahnhof King’s Cross
- Bahnstrecke des Hogwarts-Express: Glenfinnan-Viadukt
- Hogwarts-Schule: Alnwick Castle
- Hogwarts-Hospital: Divinity School (Bodleian Library, Oxford)
- Hogwarts-Saal: Kathedrale von Gloucester
- Hogwarts-Bibliothek: Bodleian Library, Oxford
- Hogwarts-Kreuzgang: Lacock Abbey

## Veröffentlichung

### Premierendaten
| Nr. | Titel: Harry Potter und …           | GB            | USA           | D             |
| --- | ----------------------------------- | ------------- | ------------- | ------------- |
| 1   | … der Stein der Weisen              | 4. Nov. 2001  | 16. Nov. 2001 | 22. Nov. 2001 |
| 2   | … die Kammer des Schreckens         | 15. Nov. 2002 | 15. Nov. 2002 | 14. Nov. 2002 |
| 3   | … der Gefangene von Askaban         | 31. Mai 2004  | 4. Juni 2004  | 3. Juni 2004  |
| 4   | … der Feuerkelch                    | 6. Nov. 2005  | 18. Nov. 2005 | 16. Nov. 2005 |
| 5   | … der Orden des Phönix              | 12. Juni 2007 | 11. Juni 2007 | 11. Juni 2007 |
| 6   | … der Halbblutprinz                 | 15. Juni 2009 | 15. Juni 2009 | 16. Juni 2009 |
| 7   | … die Heiligtümer des Todes: Teil 1 | 19. Nov. 2010 | 19. Nov. 2010 | 18. Nov. 2010 |
| 8   | … die Heiligtümer des Todes: Teil 2 | 15. Juli 2011 | 15. Juli 2011 | 13. Juli 2011 |

### Altersfreigaben
In Großbritannien bewertete das British Board of Film Classification (BBFC) die Filme mit PG als für Kinder unter sieben Jahren ungeeignet, ab dem vierten Film vergab sie die schärfere Wertung 12A, die für Kinder unter zwölf Jahren die Begleitung durch einen Erwachsenen vorsieht. In den USA stufte die Motion Picture Association of America (MPAA) sie in die Klassen PG und PG-13 ein; Erstere empfiehlt die Begleitung durch einen Erwachsenen, Letztere, den Film zusätzlich erst für Kinder ab dreizehn Jahren zugänglich zu machen. In Deutschland und Österreich legen die Freiwillige Selbstkontrolle der Filmwirtschaft (FSK) beziehungsweise die Jugendmedienkommission (JMK) Altersgrenzen fest, ab denen der Kinobesuch erlaubt ist. Dabei stehen ihnen unterschiedliche Einteilungen zur Verfügung. So muss die FSK beispielsweise einen Film, den sie für Sechsjährige für nicht geeignet hält, mit der Freigabe ab zwölf Jahren versehen, wogegen der JMK alternativ eine Zwischenstufe für Zehnjährige bleibt. Die Einschätzungen der FSK werden in der Regel auch in der Schweiz übernommen.
Die folgende Tabelle gibt einen Überblick über die unterschiedlichen Altersfreigaben, die die Filme in verschiedenen Ländern erhalten haben.
| Nr. | Titel: Harry Potter und …           | GB  | USA   | D  | A  |
| --- | ----------------------------------- | --- | ----- | -- | -- |
| 1   | … der Stein der Weisen              | PG  | PG    | 6  | 6  |
| 2   | … die Kammer des Schreckens         | PG  | PG    | 6  | 6  |
| 3   | … der Gefangene von Askaban         | PG  | PG    | 12 | 6  |
| 4   | … der Feuerkelch                    | 12A | PG-13 | 12 | 10 |
| 5   | … der Orden des Phönix              | 12A | PG-13 | 12 | 10 |
| 6   | … der Halbblutprinz                 | 12A | PG    | 12 | 10 |
| 7   | … die Heiligtümer des Todes: Teil 1 | 12A | PG-13 | 12 | 12 |
| 8   | … die Heiligtümer des Todes: Teil 2 | 12A | PG-13 | 12 | 12 |

Die Altersfreigaben waren vielerorts Gegenstand öffentlicher Debatten. Immer wieder stand in deren Kern die Frage, inwieweit jüngere Kinder durch die Darstellung von Zauberei und schwarzer Magie verängstigt und desorientiert werden können. Beispielsweise beteiligten sich an der Kontroverse um die Altersfreigabe von Harry Potter und der Stein der Weisen in Deutschland Politiker, Kirchenvertreter, Eltern und Angehörige der Presse. Die Forderungen reichten bis hin zum zeitweiligen kompletten Verbot des Films. Vergleichbare Reaktionen gab es in anderen Ländern und auf die nachfolgenden Filme. Auch die Bücher hatten Auseinandersetzungen um die Kindertauglichkeit des Stoffes ausgelöst; sie waren teilweise nach Vorwürfen der „Verleitung zum Okkultismus“ und der „Verherrlichung des Satanismus“ aus Bibliotheken entfernt worden.

## Rezeption

### Finanzieller Erfolg
An den Kinokassen waren die Harry-Potter-Filme außerordentlich erfolgreich. Bereits am Startwochenende des ersten Films wurde eine Reihe von Einnahmerekorden gebrochen. Auch alle nachfolgenden Teile tauchten in den Bestenlisten auf. Mit einem Gesamteinspielergebnis von rund 7,7 Milliarden US-Dollar weltweit sind die Harry-Potter-Filme nach den Marvel-Cinematic-Universe- und Star-Wars-Filmen die dritterfolgreichste Filmreihe aller Zeiten (Stand: September 2018).
| Nr. | Titel: Harry Potter und …           | Kosten | USA/Kanada | GB 1    | D       | weltweit |
| --- | ----------------------------------- | ------ | ---------- | ------- | ------- | -------- |
| 1   | … der Stein der Weisen              | 125**  | 317,576    | 91,289  | 67,803  | 974,734  |
| 2   | … die Kammer des Schreckens         | 100**  | 261,988    | 88,104  | 59,732  | 878,643  |
| 3   | … der Gefangene von Askaban         | 130**  | 249,541    | 84,787  | 48,684  | 795,634  |
| 4   | … der Feuerkelch                    | 150**  | 290,013    | 85,870  | 63,464  | 895,921  |
| 5   | … der Orden des Phönix              | 150**  | 292,005    | 101,361 | 65,901  | 938,213  |
| 6   | … der Halbblutprinz                 | 250**  | 301,959    | 84,089  | 64,709  | 933,959  |
| 7   | … die Heiligtümer des Todes: Teil 1 | 1250 2 | 295,983    | 86,021  | 65,964  | 956,340  |
| 8   | … die Heiligtümer des Todes: Teil 2 | 125* 2 | 381,011    | 117,228 | 78,043  | 1328,111 |
|     | Summe                               | 1155** | 2390,077   | 738,750 | 514,300 | 7706,148 |
|     | Durchschnitt                        | 144**  | 298,760    | 92,344  | 64,288  | 963,268  |

| Nr. | Titel: Harry Potter und …           | USA    | GB    | D     | A    | CH   |
| --- | ----------------------------------- | ------ | ----- | ----- | ---- | ---- |
| 1   | … der Stein der Weisen              | 58,58  | 17,56 | 12,55 | 0,95 | 1,05 |
| 2   | … die Kammer des Schreckens         | 44,05  | 14,18 | 9,69  | 0,80 | 0,86 |
| 3   | … der Gefangene von Askaban         | 40,16  | 10,26 | 6,55  | 0,66 | 0,61 |
| 4   | … der Feuerkelch                    | 45,20  | 10,42 | 7,95  | 0,74 | 0,69 |
| 5   | … der Orden des Phönix              | 42,44  | 9,79  | 7,08  | 0,63 | 0,52 |
| 6   | … der Halbblutprinz                 | 40,26  | 9,32  | 6,13  | 0,56 | 0,47 |
| 7   | … die Heiligtümer des Todes: Teil 1 | 35,94  | 8,38  | 5,19  | 0,50 | 0,43 |
| 8   | … die Heiligtümer des Todes: Teil 2 | 48,05  | 12,06 | 6,47  | 0,61 | 0,51 |
|     | Summe                               | 354,67 | 91,97 | 61,61 | 5,44 | 5,14 |
|     | Durchschnitt                        | 44,33  | 11,49 | 7,70  | 0,68 | 0,64 |

### Auszeichnungen
Die Harry-Potter-Filme waren für eine Reihe bedeutender Filmpreise nominiert und haben einige Auszeichnungen erhalten.

#### Oscar
Sechs der Filme waren für insgesamt zwölf Oscars nominiert, ohne einen der Preise zu gewinnen.
| Nr. | Titel: Harry Potter und …           | Oscar | Kategorie              | Nominierte Personen                                         | Ergebnis  |
| --- | ----------------------------------- | ----- | ---------------------- | ----------------------------------------------------------- | --------- |
| 1   | … der Stein der Weisen              | 2002  | Bestes Szenenbild      | Stuart Craig, Stephanie McMillan                            | Nominiert |
| 1   | … der Stein der Weisen              | 2002  | Bestes Kostümdesign    | Judianna Makovsky                                           | Nominiert |
| 1   | … der Stein der Weisen              | 2002  | Beste Filmmusik        | John Williams                                               | Nominiert |
| 3   | … der Gefangene von Askaban         | 2005  | Beste visuelle Effekte | Roger Guyett, Tim Burke, John Richardson, Bill George       | Nominiert |
| 3   | … der Gefangene von Askaban         | 2005  | Beste Filmmusik        | John Williams                                               | Nominiert |
| 4   | … der Feuerkelch                    | 2006  | Bestes Szenenbild      | Stuart Craig, Stephenie McMillan                            | Nominiert |
| 6   | … der Halbblutprinz                 | 2010  | Beste Kamera           | Bruno Delbonnel                                             | Nominiert |
| 7   | … die Heiligtümer des Todes: Teil 1 | 2011  | Bestes Szenenbild      | Stuart Craig, Stephenie McMillan                            | Nominiert |
| 7   | … die Heiligtümer des Todes: Teil 1 | 2011  | Beste visuelle Effekte | Tim Burke, John Richardson, Christian Manz, Nicolas Aithadi | Nominiert |
| 8   | … die Heiligtümer des Todes: Teil 2 | 2012  | Bestes Szenenbild      | Stuart Craig, Stephenie McMillan                            | Nominiert |
| 8   | … die Heiligtümer des Todes: Teil 2 | 2012  | Bestes Make-up         | Nick Dudman, Amanda Knight and Lisa Tomblin                 | Nominiert |
| 8   | … die Heiligtümer des Todes: Teil 2 | 2012  | Beste visuelle Effekte | Tim Burke, David Vickery, Greg Butler, John Richardson      | Nominiert |

#### BAFTA-Awards
Jeder der Filme war für mindestens zwei British Academy Film Award nominiert, darunter stets die Kategorie Beste visuelle Effekte. Bei insgesamt 28 Nominierungen wurden drei Auszeichnungen an Harry-Potter-Filme vergeben.
| Nr. | Titel: Harry Potter und …           | BAFTA | Kategorie                                | Nominierte Personen                                                                     | Ergebnis  |
| --- | ----------------------------------- | ----- | ---------------------------------------- | --------------------------------------------------------------------------------------- | --------- |
| 1   | … der Stein der Weisen              | 2001  | Bester britischer Film                   | David Heyman, Chris Columbus                                                            | Nominiert |
| 1   | … der Stein der Weisen              | 2001  | Bester Nebendarsteller                   | Robbie Coltrane                                                                         | Nominiert |
| 1   | … der Stein der Weisen              | 2001  | Beste Kostüme                            | Judianna Makovsky                                                                       | Nominiert |
| 1   | … der Stein der Weisen              | 2001  | Beste Maske                              | Amanda Knight, Eithné Fennell, Nick Dudman                                              | Nominiert |
| 1   | … der Stein der Weisen              | 2001  | Bestes Szenenbild                        | Stuart Craig                                                                            | Nominiert |
| 1   | … der Stein der Weisen              | 2001  | Beste visuelle Effekte                   | Robert Legato, Nick Davis, John Richardson, Roger Guyett, Jim Berney                    | Nominiert |
| 1   | … der Stein der Weisen              | 2001  | Bester Ton                               | John Midgley, Eddy Joseph, Ray Merrin, Graham Daniel, Adam Daniel                       | Nominiert |
| 2   | … die Kammer des Schreckens         | 2002  | Bestes Szenenbild                        | Stuart Craig                                                                            | Nominiert |
| 2   | … die Kammer des Schreckens         | 2002  | Beste visuelle Effekte                   | Jim Mitchell, Nick Davis, John Richardson, Bill George, Nick Dudman                     | Nominiert |
| 2   | … die Kammer des Schreckens         | 2002  | Bester Ton                               | David Randall Thom, Dennis Leonard, John Midgley, Ray Merrin, Graham Daniel, Rick Kline | Nominiert |
| 3   | … der Gefangene von Askaban         | 2004  | Bester britischer Film                   | David Heyman, Chris Columbus, Mark Radcliffe, Alfonso Cuarón                            | Nominiert |
| 3   | … der Gefangene von Askaban         | 2004  | Publikumspreis (Orange Film of the Year) |                                                                                         | Gewonnen  |
| 3   | … der Gefangene von Askaban         | 2004  | Bestes Szenenbild                        | Stuart Craig                                                                            | Nominiert |
| 3   | … der Gefangene von Askaban         | 2004  | Beste Maske                              | Amanda Knight, Eithne Fennell, Nick Dudman                                              | Nominiert |
| 3   | … der Gefangene von Askaban         | 2004  | Beste visuelle Effekte                   | John Richardson, Roger Guyett, Tim Burke, Bill George, Karl Mooney                      | Nominiert |
| 4   | … der Feuerkelch                    | 2005  | Bestes Szenenbild                        | Stuart Craig                                                                            | Gewonnen  |
| 4   | … der Feuerkelch                    | 2005  | Beste visuelle Effekte                   | Jim Mitchell, John Richardson, Tim Webber, Tim Alexander                                | Nominiert |
| 4   | … der Feuerkelch                    | 2005  | Beste Maske                              | Nick Dudman, Amanda Knight, Eithne Fennell                                              | Nominiert |
| 5   | … der Orden des Phönix              | 2008  | Bestes Szenenbild                        | Stuart Craig, Stephenie McMillan                                                        | Nominiert |
| 5   | … der Orden des Phönix              | 2008  | Beste visuelle Effekte                   | Tim Burke, John Richardson, Emma Norton, Chris Shaw                                     | Nominiert |
| 6   | … der Halbblutprinz                 | 2010  | Bestes Szenenbild                        | Stuart Craig, Stephenie McMillan                                                        | Nominiert |
| 6   | … der Halbblutprinz                 | 2010  | Beste visuelle Effekte                   | John Richardson, Tim Burke, Tim Alexander, Nicolas Aithadi                              | Nominiert |
| 7   | … die Heiligtümer des Todes: Teil 1 | 2011  | Beste visuelle Effekte                   | Tim Burke, John Richardson, Nicolas Aithadi, Christian Manz                             | Nominiert |
| 7   | … die Heiligtümer des Todes: Teil 1 | 2011  | Beste Maske                              | Amanda Knight, Lisa Tomblin, Nick Dudman                                                | Nominiert |
| 8   | … die Heiligtümer des Todes: Teil 2 | 2012  | Beste visuelle Effekte                   | Tim Burke, David Vickery, Greg Butler, John Richardson                                  | Gewonnen  |
| 8   | … die Heiligtümer des Todes: Teil 2 | 2012  | Bestes Szenenbild                        | Stuart Craig, Stephenie McMillan                                                        | Nominiert |
| 8   | … die Heiligtümer des Todes: Teil 2 | 2012  | Bester Ton                               | James Mather, Stuart Wilson, Stuart Hilliker, Mike Dowson, Adam Scrivener               | Nominiert |
| 8   | … die Heiligtümer des Todes: Teil 2 | 2012  | Beste Maske                              | Amanda Knight, Lisa Tomblin                                                             | Nominiert |

#### Prädikate der Deutschen Film- und Medienbewertung (FBW)
Die Deutsche Film- und Medienbewertung (FBW) zeichnete alle acht Filme mindestens mit dem Prädikat „wertvoll“ aus; vier Filme erhielten sogar das Prädikat „besonders wertvoll“.
| Nr. | Titel: Harry Potter und …           | Prädikat             |
| --- | ----------------------------------- | -------------------- |
| 1   | … der Stein der Weisen              | „wertvoll“           |
| 2   | … die Kammer des Schreckens         | „wertvoll“           |
| 3   | … der Gefangene von Askaban         | „besonders wertvoll“ |
| 4   | … der Feuerkelch                    | „wertvoll“           |
| 5   | … der Orden des Phönix              | „besonders wertvoll“ |
| 6   | … der Halbblutprinz                 | „wertvoll“           |
| 7   | … die Heiligtümer des Todes: Teil 1 | „besonders wertvoll“ |
| 8   | … die Heiligtümer des Todes: Teil 2 | „besonders wertvoll“ |

## Fortsetzung und Neuverfilmung
Im Juli 2015 erklärte Chris Columbus, der bereits bei den ersten zwei Filmen der Harry-Potter-Reihe Regie führte, dass er gerne eine Fortsetzung der Abenteuer um Harry, Ron und Hermine drehen würde, die nach der Zeit ihres Schulabschlusses in Hogwarts handeln solle.
2015 erschien der Film Phantastische Tierwesen und wo sie zu finden sind, welcher das erste Spin-off zur Harry-Potter-Filmreihe darstellt. Regie übernahm wie in den letzten vier Filmen wieder David Yates. Die Fortsetzungen Phantastische Tierwesen: Grindelwalds Verbrechen und Phantastische Tierwesen: Dumbledores Geheimnisse erschienen 2018 und 2022. Insgesamt sollte die Phantastische-Tierwesen-Filmreihe ursprünglich fünf Filme umfassen, und den Zaubererkrieg während des Zweiten Weltkriegs, sowie das legendäre Duell zwischen Albus Dumbledore und Gellert Grindelwald zum narrativen Höhepunkt haben. Noch im Februar 2022 wurde bereits am Drehbuch für den vierten Teil gearbeitet, jedoch berichtete Variety zwei Monate später, dass laut Warner Bros der Produktionsstart des Films von den Einspielergebnissen und Kritiken von Dumbledores Geheimnisse abhängig sein würde.
Im April 2023 wurde berichtet, dass Warner Bros an einer Harry-Potter-Serie arbeitet. Ebenso im April bestätigte der Video-on-Demand-Dienstleister HBO Max mit der Produktion einer auf den Harry-Potter-Büchern basierenden Serie beauftragt worden zu sein. Es soll sich um die erste Serie handeln, die die Geschichte der Bücher neu erzählt. Demnach soll die Geschichte aus den Büchern neu verfilmt werden und die Serie keine Fortsetzung der Filmreihe sein. Zudem sei David Zaslav, CEO von Warner Bros mit J.K. Rowling in Gesprächen für künftige weitere Film- und Serienprojekte innerhalb der Welt von Harry Potter, mit Fokus auf Veröffentlichungen auf HBO Max.